# ورنر فون هفتن
ورنر کارل فون هفتن (به آلمانی: Werner Karl von Haeften) ستوان یکم ارتش آلمان که عضو مقاومت المان و دسیسه گران نظامی بر عیله هیتلر و حزب نازی بود. او به عنوان یک قهرمان ضد نازی آلمان محسوب می‌شود که در کودتای ۲۰ ژوئیه شرکت داشته‌است.

## اوایل دوران زندگی
او و برادرش هانس فون هیفتن در برلین به دنیا امدند. و پسران یک افسر ارتش سابق و رئیس آرشیو ملی المان بودند. در همان شهر محل تولدش حقوق خواند و برای کار در بانک به هامبورگ رفت و به اینکار ادامه داد تا زمانی اتش جنگ جهانی دوم در گرفت و او به ارتش آلمان ملحق شد.

## شرکتکودتای ۲۰ ژوئیهبر ضد هیتلر
در ۱۹۴۳ از زخمی که در جبهه شرقی المان برداشته بود بهبود پیدا کرده بود و آجودان کلاوس فون اشتاوفنبرگ از رهبران مقاومت المان شد. در ۲۰ ژوئیه اشتاوفنبرگ را تا مقر سر فرماندهی ورماخت نزدیک راستنبورگ در پروس شرقی همراهی کرد جایی که اشتافنبرگ بمب را در مقر لانه گرگ به منظور ترور هیتلر منفجر کرد بعد از انفجار اشتافنبرگ و هیفتن به سرعت به برلین برگشتند بدون اینکه از سالم ماندن هیتلر اطلاعی داشته باشند و برای راه اندازی کودتا تلاش کردند که به سرعت شکست خورد. در همان روز هیفتن با اشتافنبرگ و همدستانشان ژنرال فریدریش اولبریخت و سرهنگ البرشیت مرتز فون کورین‌هایم به وسیله ژنرال فریدریش فروم (که خودش هم به وسیله نازی‌ها اعدام شد.) بازداشت شده و به مرگ محکوم شدند هر چهار نفر در نیمه شب به وسیله یک جوخه اعدام ده نفره از گردان دفاعی صلیب المان در حیاط وزارت دفاع در بندلربلاک در مرکز برلین تیر باران شدند. وقتی زمان اعدام رسید هیفتن که اجودان اشتافنبرگ بود در اقدامی به نشانه وفاداری خود را بین اشتافنبرگ و سربازان امادهٔ شلیک قرار داد.
برادرش هانس نیز در ۱۵ اوت بخاطر شرکت در توطئه ضد نازی اعدام شد. هانس در ژانویه همان سال مانع ترور هیتلر به وسیله ورنر شده بود که می‌خواست در اقدامی انتحاری هیتلر را با اسلحه کمری اش به قتل برساند. (بخاطر مسائل مذهبی)